# Апостольский нунций в Сент-Китсе и Невисе
Апостольский нунций в Королевстве Сент-Китсе и Невисе — дипломатический представитель Святого Престола в Сент-Китсе и Невисе. Данный дипломатический пост занимает церковно-дипломатический представитель Ватикана в ранге посла. Апостольская нунциатура в Сент-Китсе и Невисе была учреждена на постоянной основе 19 июля 1999 года.
В настоящее время Апостольским нунцием в Сент-Китсе и Невисе является архиепископ Сантьяго Де Вит Гусман, назначенный Папой Франциском 30 июля 2022 года.

## История
Апостольская нунциатура в Сент-Китсе и Невисе была учреждена на постоянной основе 19 июля 1999 года, папой римским Иоанном Павлом II, отделяя её от апостольской делегатуры на Антильских островах. Однако апостольский нунций не имеет официальной резиденции в Сент-Китсе и Невисе, в его столице Бастере и является апостольским нунцием по совместительству, эпизодически навещая страну. Резиденцией апостольского нунция в Сент-Китсе и Невисе является Порт-оф-Спейн — столица Тринидада и Тобаго.

## Апостольские нунции в Сент-Китсе и Невисе
- Эудженио Сбарбаро — (23 октября 1999 — 26 апреля 2000 — назначен апостольским нунцием в Югославии);
- Эмиль-Поль Шерриг — (1 июля 2000 — 22 мая 2004 — назначен апостольским нунцием в Корее);
- Томас Галликсон — (2 октября 2004 — 21 мая 2011 — назначен апостольским нунцием на Украине);
- Никола Джирасоли — (29 октября 2011 — 16 июня 2017 — назначен апостольским нунцием в Перу);
- Фортунатус Нвачукву — (4 ноября 2017 — 17 декабря 2021 — назначен постоянным наблюдателем Святого Престола при отделении ООН и специализированных учреждений ООН в Женеве);
- Сантьяго Де Вит Гусман — (30 июля 2022 — по настоящее время).